# 短菱蘚
短菱蘚（学名：Ectropotheciella distichophylla）为灰蘚科短菱蘚屬下的一个种。